# 人生をしまう時間
『人生をしまう時間』（じんせいをしまうとき）は、2018年6月10日にNHK BS1で放送されたBS1スペシャル「在宅死 "死に際の医療" 200日の記録」を再編集した上で、2019年9月21日に公開されたドキュメンタリー映画。
2019年8月21日、文部科学省特別選定(青年向き、成人向き、家庭向き）に選定された。

## 概要
原案は埼玉県新座市にある堀ノ内病院の訪問診療チームに密着したドキュメンタリーで、NHK BS1で放送され、2018年度日本医学ジャーナリスト協会賞映像部門大賞を受賞した「BS1スペシャル　在宅死 "死に際の医療" 200日の記録」（2018年6月10日放送）。放送後の反響が大きく、2019年2月24日にNHK総合で「NHKスペシャル 大往生〜わが家で迎える最期〜」として放送された。訪問医療チームのリーダーである小堀鷗一郎は東京大学医学部附属病院で外科医として勤務したのち、退職後に堀ノ内病院の訪問医療医となり、終末期医療に携わることになった。今年で81歳を迎える小堀医師はこれが最後の現場であると決めた上で、在宅における終末期医療に力を尽くしている。監督の下村幸子は2017年8月から2018年3月まで小堀医師の訪問医療に密着し、64名の患者とその家族に向き合う形で取材を重ねた。下村は「患者を取り巻く家族の人間関係における様々な“命のしまい方”を撮影しようと思った」と語った上で、「死に向かっている人々が残り少ない時間の中で如何にその人らしく生きていけるかという点においては、その人に気持ちを寄せていく医療も必要なのではないか」という小堀医師の言葉に「人は言葉で元気になる、ということを小堀先生の訪問診療を間近で見て確信した」と述懐した。本作では堀ノ内病院の訪問医療チームの200日間における活動の様子を追う。

## 出演者
小堀鷗一郎
埼玉県新座市にある堀ノ内病院の訪問診療医。在宅の終末期医療に携わっている。祖父は「高瀬舟」で知られる医師で作家の森鷗外。
堀越洋一
堀ノ内病院地域医療センター所属の医師。在宅での看取りを見据えた在宅医療および訪問医療に力を尽くしている。

## スタッフ
- 監督・撮影：下村幸子（NHKエンタープライズ）
- プロデューサー：福島広明（NHK）
- 編集：青木観帆、渡辺幸太郎
- 制作：NHKエンタープライズ
- 製作：NHK
- 配給：東風